# Eastern-Air-Lines-Flug 401
Eastern-Air-Lines-Flug 401 war ein Linienflug der ehemaligen US-amerikanischen Fluggesellschaft Eastern Air Lines, durchgeführt mit einer Lockheed L-1011 TriStar (Luftfahrzeugkennzeichen: N310EA), die am 29. Dezember 1972 nachts über den Everglades in Florida abstürzte.
Ursache war eine starke Ablenkung der Cockpitbesatzung. Der Flug führte von New York City zum Flughafen von Miami. Bei dem Absturz kamen 101 Menschen ums Leben, 75 überlebten. Es war der weltweit erste Absturz eines Großraumflugzeugs.

## Fluggerät
Die Lockheed L-1011 Tristar war eine sehr neue Maschine, die am 18. August 1972 an Eastern Air Lines ausgeliefert worden war. Sie hatte erst 505 Landungen und 987 Flugstunden absolviert. Die Maschine wurde von drei Rolls-Royce RB211-22B-Triebwerken angetrieben.

## Ablauf
Die Maschine befand sich nachts im Landeanflug auf Miami. Als die Cockpitcrew das Fahrwerk ausfuhr, trat ein Problem auf. Die Kontrollleuchte, die die ordnungsgemäße Verriegelung des Bugfahrwerks bestätigen soll, funktionierte nicht. Der Flugingenieur führte eine Kontrolle aller Warnlämpchen durch und erneut leuchtete die Bugfahrwerkskontrollleuchte nicht auf. Die Besatzung wusste also nicht, ob das Bugfahrwerk korrekt ausgefahren war.
Die Besatzung bat darum, den Anflug abbrechen zu dürfen und sich in eine Warteschleife zu begeben, um sich dem Problem zu widmen. Daraufhin erhielten sie die Anweisung vom Kontrollturm, dass sie zunächst wieder auf 2000 Fuß steigen, diese Höhe halten und eine Warteschleife fliegen sollten, die die Maschine hinaus über die Everglades führte. Daraufhin wurde der Autopilot eingeschaltet, um sich auf das Problem konzentrieren zu können. Der Flugingenieur stieg nach unten in den Wartungsraum, um dem Problem nachzugehen. Der Tower gab die Anweisung, auf 2000 Fuß Höhe zu bleiben, bis das Problem gelöst sei. Wenige Minuten später bemerkte der Fluglotse jedoch, dass das Flugzeug seine ursprüngliche Flughöhe verlassen hatte und auf 900 Fuß Höhe gesunken war. Er setzte sich mit der Crew in Verbindung, sprach den Höhenverlust aber nicht direkt an. Die Crew bestätigte, dass alles an Bord in Ordnung sei. Kurz darauf bemerkte sie jedoch, dass die Maschine in Richtung Boden steuerte. Der Versuch, durch vollen Schub wieder an Höhe zu gewinnen, kam zu spät und die Maschine stürzte mit einer Geschwindigkeit von ca. 197 Knoten (365 km/h) in die Sumpflandschaft der Everglades. Die Absturzstelle (25° 51′ 53″ N, 80° 35′ 43″ W) lag etwa 30 Kilometer von der Landebahn in Miami entfernt. Ein nach dem Absturz aufgetretener Brand wurde durch das Sumpfwasser zwar schnell gelöscht, dennoch erlitten viele Flugreisende schwere Verbrennungen. Zwei der zunächst Überlebenden ertranken in dem etwa 15 bis 30 Zentimeter tiefen Wasser. Die Situation war zudem bedrohlich, da es in dieser Landschaft viele Alligatoren gibt und viele Überlebende zu schwer verletzt waren, um sich selbst retten zu können.

### Rettungsmaßnahmen
Robert Marquis, der mit seinem Freund Ray Dickinsin in einem Sumpfboot unterwegs war, befand sich gerade in dem Gebiet, als die Maschine nur wenige Meter über seinem Kopf hinwegflog und nur kurze Zeit später abstürzte. Sie eilten zur Absturzstelle, um eventuell Überlebenden zu helfen. Durch seine Rettungsmaßnahmen erlitt er schwere Verbrennungen an Gesicht, Armen und Beinen. Ihm gelang es dennoch, Menschen zu retten, die ohne seine Hilfe ertrunken wären, besonders wegen des Kerosins, das auf der Wasseroberfläche schwamm. Für seinen heldenhaften Einsatz wurde er mit Preisen ausgezeichnet. Die Überlebenden nannten ihn später oft den „Engel der Everglades“.
Frank Borman – damals Vizepräsident der Eastern Air Lines – beteiligte sich noch in derselben Nacht persönlich an den Rettungsmaßnahmen. Dabei traf er auf Flugbegleiterin Beverly Raposa, erkannte sie als Besatzungsmitglied und fragte was passiert sei. Sie antwortete: „Colonel, I have no idea. We had absolutely no warning“. („Colonel ich habe keine Ahnung. Wir hatten absolut keine Vorwarnung“.)

### Verletzungen
Robert Loft und Donald Repo, Flugkapitän und Bordingenieur der Maschine, überlebten den Absturz, starben aber kurz danach an ihren Verletzungen. Der Umstand, dass die Absturzstelle keine Betonoberfläche, sondern ein nachgiebiges Sumpfgebiet war, dämpfte den Aufprall und trug dazu bei, dass weniger Menschen schwere Knochenbrüche erlitten. Der Schlamm verschloss die Wunden der Verletzten, sodass sie nicht verbluten konnten. Allerdings infizierten Bakterien im Sumpf viele Wunden mit Gasbrand. Acht Menschen mussten deshalb anschließend in Druckkammern behandelt werden. Alle Überlebenden waren verletzt, 16 davon leicht, 14 mittelschwer durch Verbrennungen, andere durch Frakturen der Rippen, der Wirbelsäule, der Extremitäten und des Beckens.

## Besatzung
- Der Flugkapitän Robert „Bob“ Albin Loft arbeitete bereits seit mehr als dreißig Jahren für Eastern Air Lines; 30.000 Flugstunden.
- Der erste Offizier war Albert Stockstill; 6.000 Flugstunden.
- Donald Repo war der verantwortliche Flugingenieur; 16.000 Flugstunden.
- Des Weiteren war Wartungsingenieur Donadeo im Cockpit, der jedoch keinen Dienst hatte und daher zu den 163 Passagieren gezählt wurde.
- Neben der Cockpitbesatzung gehörten zehn Flugbegleiterinnen zur Crew von Flug 401. Diese kamen mit einer anderen Lockheed TriStar der Eastern als Flug 26 verspätet aus Miami in New York an und schafften es nur knapp zum Abflug von Flug 401. Der Einsteigevorgang wurde von einer anderen Kabinenbesatzung überwacht, die kurz vor Verlassen der Parkposition von der übernehmenden Crew abgelöst wurde.

Zur Kabinenbesatzung gehörten: Mercedes Ruiz (Position Tür 3R), Sue Tebbs (Position Tür 1R), Adrienne Hamilton (Chef-Stewardess, Position Tür 1L), Trudy Smith, Dorothy Warnock, Pat Ghyssels, Beverly Raposa (Position Tür 4R), Patty Georgia, Stephanie Stanich und Sharon Transue.
Acht der zehn Flugbegleiterinnen überlebten den Absturz mit unterschiedlich schweren Verletzungen. Die Flugbegleiterinnen Pat Ghyssels (Position Tür 3L) und Stephanie Stanich (Position Tür 4L) kamen ums Leben.
Den leichter verletzten Stewardessen gelang es, Überlebende zu sammeln, Erste Hilfe zu leisten und den Passagieren Hoffnung und Mut zu geben. So sang beispielsweise die Stewardess Beverly Raposa mit den Überlebenden Weihnachtslieder, um die Hoffnung aufrechtzuerhalten und zum anderen, den Rettungsmannschaften den Weg zur Absturzstelle zu weisen. Auch war den Stewardessen sofort die bedrohliche Lage aufgrund des in das Sumpfwasser ergossenen Treibstoffs bewusst, und sie warnten mehrfach und lautstark die Überlebenden davor, Streichhölzer anzuzünden.
Erschwert wurde der selbstlose und geistesgegenwärtige Einsatz der Flugbegleiterinnen jedoch durch das Fehlen von Taschenlampen. Alle überlebenden Stewardessen sagten später bei der Untersuchung unabhängig voneinander aus, dass Taschenlampen mit die wichtigsten Utensilien für die Crew nach dem Unfall gewesen wären. Heute sind sie weltweit als Teil der Ausrüstung für Flugbegleiter-Standardstationen gesetzlich vorgeschrieben.

## Letzter Pilotendialog
Folgendes sprachen die Piloten kurz vor dem Absturz (folgt aus Auswertung des Stimmenrekorders):
| Stockstill | We did something to the altitude. | „Wir haben etwas an der Flughöhe verändert.“ |
| Loft       | What?                             | „Was?“                                       |
| Stockstill | We’re still at 2,000 feet, right? | „Wir sind immer noch auf 2000 Fuß, oder?“    |
| Loft       | Hey—what’s happening here?        | „Hey, was geht hier vor sich?“               |

## Ermittlungen
Die Ermittlungen des NTSB ergaben, dass das Bugfahrwerk ausgefahren und verriegelt war, ebenso das Hauptfahrwerk. Die beiden Lampen waren nur durchgebrannt. Die Frage, warum das automatische Halten der Flughöhe unbeabsichtigt deaktiviert wurde, beantwortete man damit, dass das Bewegen des Steuerhorns für eine automatische Abschaltung des Autopiloten gesorgt hatte. Es ist auch möglich, dass das Flugzeug durch das nicht beabsichtigte Bewegen des Steuerhorns durch den Kapitän eine Kurve gedreht hat. Zusammen mit dem Regulieren der Triebwerksleistung (die sich die Flugunfallermittler auch mit einer unbeabsichtigten Bewegung erklärten) ging das Flugzeug so in einen Sinkflug über. Die Piloten bemerkten dies nicht, auch da der Flug bei mondloser Nacht durchgeführt wurde und visuelle Referenzpunkte fehlten. Die Klappen waren auf 18 Grad ausgefahren. Die Trümmerteile der Maschine wurden über eine Länge von 500 Metern und eine Breite von 100 Metern verstreut. Wegen dieser Ergebnisse hielt das NTSB die Piloten für den Absturz verantwortlich.

## Folgen
Dem Fluglotsen wurde nichts vorgeworfen, obwohl er den Piloten nicht mitgeteilt hatte, dass sie zu niedrig fliegen würden. Er fragte lediglich, ob alles in Ordnung sei, woraufhin die Piloten zustimmten. Damit erfüllte der Fluglotse seine Aufgabe.
Eastern Air Lines wurde empfohlen, noch einmal alle Faktoren des Höhenwarnsystems zu überprüfen. Später wurde im Cockpit ein Lämpchen zur Kontrolle des Lichts am Bugfahrwerk installiert, das das NTSB für sicherer hielt. Insgesamt war Eastern-Air-Lines-Flug 401 ein sehr bedeutender Flugzeugunfall in der Geschichte der Luftfahrt, da er früh zur Verschärfung der Sicherheitsmaßnahmen bei Flugzeugen beigetragen hat.
So sind beispielsweise Verfahrensänderungen ebenso auf diesen Unfall zurückzuführen wie technische Veränderungen (zum Beispiel ein verändertes, akustisches Signal beim Abstellen des Autopiloten) und die Ausrüstung der Flugzeugkabinen mit Taschenlampen für die Flugbegleiter und Schultergurten auch für entgegen der Flugrichtung angebrachte Flugbegleitersitze (bis zum Absturz von Flug 401 verfügten lediglich die in Flugrichtung nach vorne angebrachten Flugbegleitersitze darüber). Darüber hinaus werden alle Flugzeugbesatzungen – sowohl Piloten als auch Flugbegleiter – weltweit seit vielen Jahren in Crew Resource Management ausgebildet.

## Rückblick
- Zu diesem Zeitpunkt war es der schwerste Unfall einer L-1011.

## Sonstiges
Nach dem Absturz wurden Teile des Flugzeuges als Ersatzteile für andere Maschinen von Eastern Airlines benutzt. In diesen und anderen Maschinen der Airline haben sich anschließend Berichte über Geistererscheinungen gehäuft. Offiziell wurden die Berichte von der Fluggesellschaft als lächerlich dargestellt, sollen aber dennoch dazu geführt haben, dass die Ersatzteile wieder ausgebaut wurden. Mehrere Bücher und Spielfilme beschäftigen sich mit den angeblichen Erscheinungen.

## Rezeption
- In der kanadischen Fernsehsendung Mayday – Alarm im Cockpit wurde der Unfall unter dem Titel Fatale Ablenkung rekonstruiert gezeigt. Dabei wurde, wie bei der Katastrophenserie üblich, das Problem gezeigt und Piloten sowie der Funkverkehr nacherzählt.
- Das Buch The Ghost of Flight 401 (deutsch: „Das Gespenst von Flug 401“) von John G. Fuller (ISBN 978-0-285-62924-0) befasst sich mit dem Unfall in der Nacht.
- Das Buch The Mystery of Ghosts of Flight 401 (deutsch: „Das Geheimnis der Geister von Flug 401“) der Autorin Kathryn Walker (ISBN 978-0-7787-4155-8) ist ebenfalls eine Erzählung der Katastrophe.
- Der Spielfilm Der Geist von Flug 401 (The Ghost of Flight 401) aus dem Jahre 1978 mit Ernest Borgnine befasst sich mit dem Mythos über Geistererscheinungen auf späteren Flügen mit Flugzeugen, in denen noch brauchbare Ersatzteile aus der Unfallmaschine verbaut wurden.
- Ebenfalls 1978 entstand der Spielfilm Todesflug 401 (Crash), dessen Handlung sich mit dem Absturz und den Untersuchungsarbeiten beschäftigt. In der Hauptrolle eines Untersuchungsbeamten ist William Shatner zu sehen, die Schauspielerinnen Adrienne Barbeau und Sharon Gless spielen zwei überlebende Stewardessen.
- Der US-amerikanische Musiker Bob Welch nahm 1979 den Titel The Ghost of Flight 401 auf.